# 平成17年の大雪
平成17年の大雪（へいせい17ねんのおおゆき）では、平成16年から平成17年にかけての冬に発生した豪雪災害について述べる。主な被害地域は北海道から北陸にかけてであり、全国で86名が死亡・758名が負傷した。

## 概要
平成16年12月から平成17年1月・2月にかけて、冬型の気圧配置等の影響で、北日本や北陸の山沿いを中心に豪雪となった（山雪型）。北日本の日本海側における降雪量は平年の114%であった。昭和61年豪雪以来19年ぶりの大雪となった地域もある。
この豪雪により、各地で死傷者や住家被害が出たほか、停電や交通障害等も多発した。特に雪害が大きかったのは新潟県であり、新潟県中越地震から間もなくの大雪となったため、その被災地を中心に被害が発生した（県内の被害は死者25名・家屋の全半壊51棟）。つまり新潟県は「中越地震と豪雪の複合災害」に見舞われたということである。

## 被害
- 死者 88名
- 負傷者 771名
- 住家全壊 56棟
- 住家半壊 7棟
- 住家一部破損 139棟
- 床上浸水 11棟
- 床下浸水 21棟 [5]